# Pöttmesser-Krippe

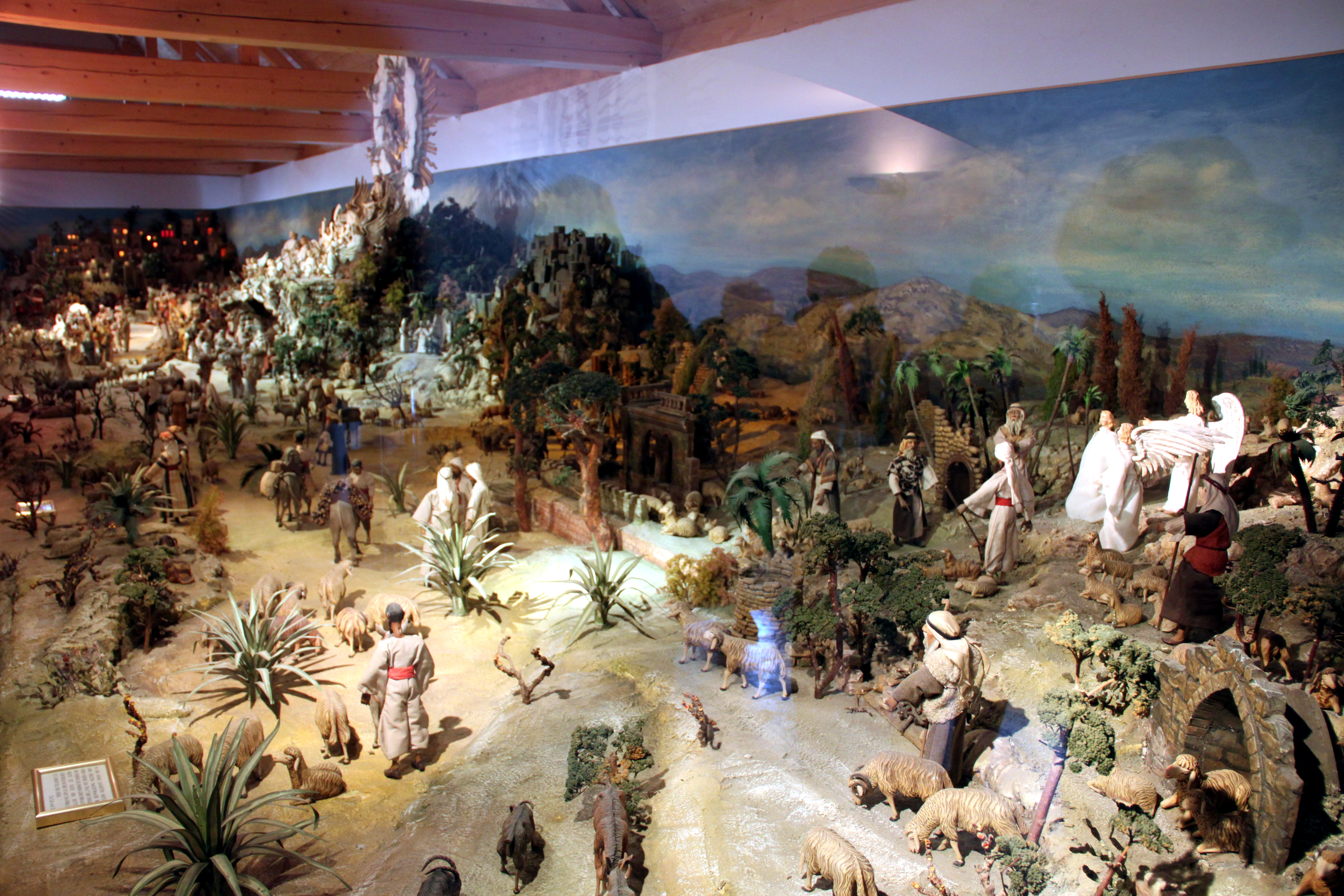
Pöttmesser-Krippe in Christkindl

Die Pöttmesser-Krippe ist eine Weihnachtskrippe in Christkindl bei Steyr in Oberösterreich. Die 778 bis zu 30 Zentimeter hohen, geschnitzten Figuren werden auf einer 58 Quadratmeter großen Krippenlandschaft in vier Szenarien gezeigt. Seit 1999 ist sie gemeinsam mit einer mechanischen Krippe von Karl Klauda in einem Wirtschaftsgebäude der Pfarrei Christkindl dauerhaft ausgestellt. Die Pöttmesser-Krippe gehört zu den größten Weihnachtskrippen der Welt.

## Geschichte und Krippenbau

Felsengrotte mit Heiliger Familie

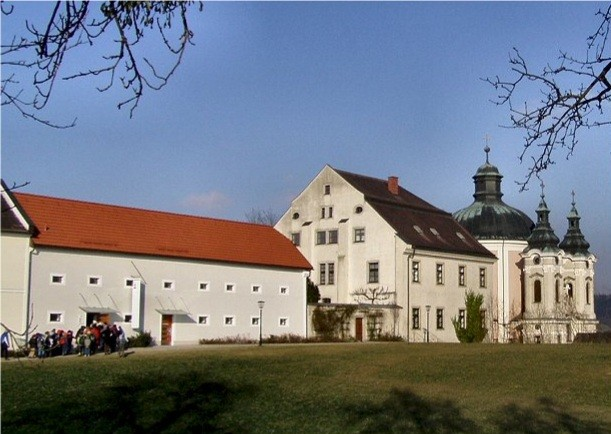
Wallfahrtskirche Christkindl mit dem Ausstellungsgebäude (links)

Der Südtiroler Schnitzer Ferdinand Pöttmesser (1895–1977) begann 1954 mit der Arbeit an der Großkrippe. Seine erste Krippe als Autodidakt entwarf er 1930 bis 1937 auf Burg Neuhaus. Diese Krippe integrierte er in das Diorama Bethlehem, das 1952 in Einsiedeln aufgestellt wurde. Der dazugehörige Krippenberg durfte aus feuerpolizeilichen Gründen in Einsiedeln nicht aufgestellt werden und Pöttmesser bekam seine Landschaft, die aus Pappmaché und Gips gefertigt war, zurück.
Auf einer Pilgerreise lernte 1954 Pöttmesser den Pfarrer Alois Hartl aus Christkindl kennen und bot ihm den Krippenberg zur Ausstellung an. Für diese orientalische Krippenlandschaft schnitzte Pöttmesser in darauf folgenden fünf Jahren einen neuen Figurensatz von insgesamt 778,15 bis 30 Zentimeter hohen Figuren aus Lindenholz, die mit Kugelgelenken ausgestattet wurden. Die orientalischen Gewänder der Figuren bestehen aus hochwertigen Stoffen, wie Seide und Brokat, die mit zahlreichen Stickereien, Bordüren und Bändern verziert wurden.
Im Jahr 1972 kaufte Alois Hartl die Krippe kurz vor Pöttmessers Tod für den Privatgebrauch an. Die Figuren wurden in Kisten verpackt und nur sporadisch und – aufgrund der Größe der Krippenlandschaft – in einzelnen Szenen gezeigt. Im Jahr 1988 regte Pfarrer Alois Dinböck an, die Pöttmesser-Krippe für die Pfarrei Christkindl zu erwerben. Die Figuren wurden umfassend restauriert und ergänzt. Krippenbaumeister Josef Seidl fertigte eine neue und größere Landschaft an. Die Figuren werden in thematischen Gruppen in einer 18 Meter langen und 58 Quadratmeter großen Krippenlandschaft gezeigt. Diese Landschaft gliedert sich in vier Szenen:
- Das Hirtenfeld mit der Verkündigung
- Die Darstellung der Geburt Jesu in einer Felsengrotte
- Frauen am Brunnen und Beduinenmarkt
- Die Heiligen Drei Könige mit ihrem Gefolge vor einer orientalischen Stadt

Die Pöttmesser-Krippe wird seit 1999 in einem dafür umgestalteten Wirtschaftsgebäude der Pfarrei Christkindl dauerhaft ausgestellt.

## Rezeption
Im Rahmen der Oberösterreichischen Landesausstellung 1998 Land der Hämmer – Heimat Eisenwurzen war die Pöttmesser-Krippe das zentrale Exponat im Stift Garsten im Rahmen der Ausstellung Krippenland an der Eisenstraße.
Die Österreichische Post gab 2007 den personalisierten Briefmarken-Kleinbogen Steyr – Christkindl Großkrippe von Ferdinand Pöttmesser  mit 20 Motiven der Krippe zu je 55 Cent aus.